# Mount Patterson
Mount Patterson är ett berg i Kanada.   Det ligger i provinsen Alberta, i den centrala delen av landet, 3 000 km väster om huvudstaden Ottawa. Toppen på Mount Patterson är 3 197 meter över havet.
Terrängen runt Mount Patterson är huvudsakligen bergig, men söderut är den kuperad.Trakten runt Mount Patterson är nära nog obefolkad, med mindre än två invånare per kvadratkilometer.. Det finns inga samhällen i närheten. 
Trakten runt Mount Patterson är permanent täckt av is och snö.